# La noia de Stormyrtorpet
La noia de Stormyrtorpet (suec: Tösen från Stormyrtorpet) és una pel·lícula dramàtica sueca de 1917 dirigida per Victor Sjöström, basada en la novel·la homònima del 1908 de Selma Lagerlöf. Va ser la primera d'una sèrie d'adaptacions reeixides de Lagerlöf per Sjöström, fetes possibles gràcies a un acord entre Lagerlöf i A-B Svenska Biografteatern (més tard AB Svensk Filmindustri) adaptar almenys una novel·la de Lagerlöf cada any. Lagerlöf s'havia negat durant molts anys a qualsevol proposta d'adaptació de les seves novel·les al cinema, però després de veure Terje Vigen de Sjöström, finalment va decidir donar el seu consentiment. Els intertítols han estat traduïts al català.
Va ser llançada originalment als Estats Units com The Girl from the March Croft i al Regne Unit com The Woman He Chose. S'han fet sis altres adaptacions de la mateixa novel·la, una alemanya i una turca el 1935, una finesa el 1940, una altra sueca el 1947, una danesa (Husmandstøsen) el 1952 i un altre alemanya el 1958.

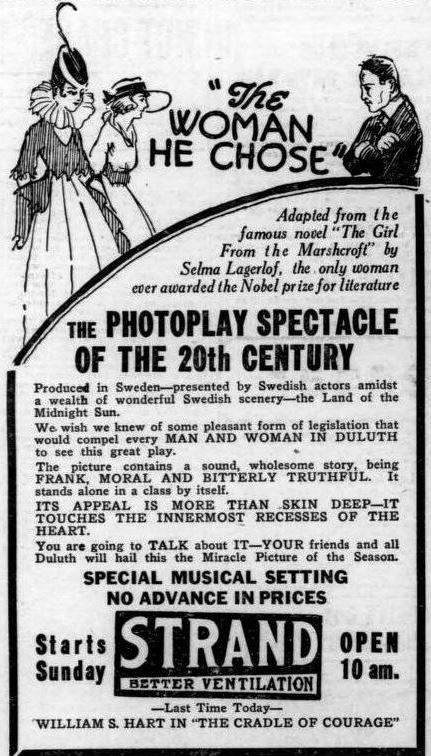
Anunci de l'estrena als Estats Units

## Trama
Tal com es descriu en una revista de cinema (amb noms en anglès), Helga, la noia de la torbera, apareix al tribunal contra Peter Martenson, el pare del seu fill, però retira el seu càrrec quan està a punt de perjurar. Això guanya l'admiració de Gudmund Erlandson, que persuadeix els seus pares perquè s'emportin la jove deshonrada a casa seva com a criada. Gudmund es compromet amb Hildur, la filla d'un veí ric, però després es veu involucrada en una orgia d'embriaguesa on assassina un home. Creient-se culpable, confessa el matí del seu casament, i Hildur renega d'ell. Helga, tenint proves de la seva innocència, busca reunir la parella abans que ella ho demostri. Tanmateix, durant aquesta crisi en Gudmund descobreix que és Helga a qui estima. Quan es constata la seva innocència, és amb ella amb qui es casa.

## Repartiment
- Greta Almroth com a Helga Nilsdotter
- William Larsson com el pare de Helga
- Thekla Borgh com la mare de Helga
- Lars Hanson com a Gudmund Erlandsson
- Hjalmar Selander com Erland Erlandsson
- Concordia Selander com a Ingeborg Erlandsson
- Karin Molander com a Hildur Persson
- Georg Blomstedt com a Erik Persson
- Jenny Tschernichen-Larsson com la mare d'Hildur
- Gösta Cederlund com Per Mårtensson
- Edla Rothgardt com a Sra. Mårtensson
- Nils Ahrén com a jutge